# Bispham Green
Bispham Green – wieś w Anglii, w hrabstwie Lancashire, w dystrykcie West Lancashire. Leży 40 km na północny zachód od miasta Manchester i 295 km na północny zachód od Londynu.